# Aromaverbindingen

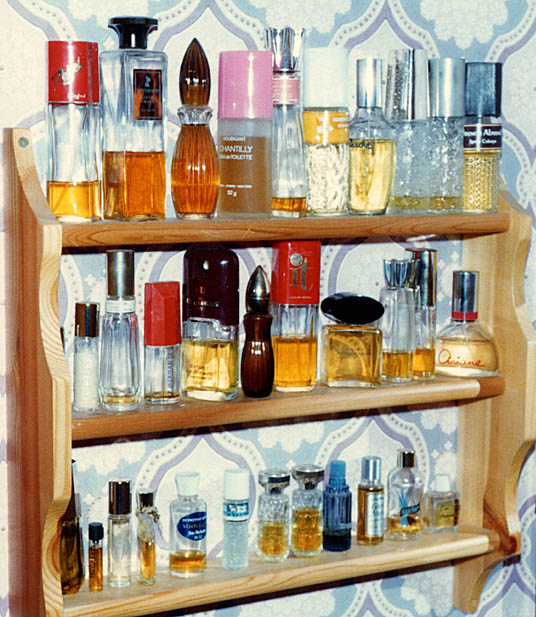
Parfums

Aromaverbindingen zijn chemische verbindingen die een geur of smaak hebben. Veel van deze verbindingen komen voor in natuurlijke stoffen, zoals etherische olie, maar in feite in alles wat een geur heeft. Aromaverbindingen zijn niet hetzelfde als aromatische verbindingen, een bepaalde soort chemische verbindingen die vaak een aangename geur hebben. Er bestaan zowel aromaverbindingen die een dergelijke aromatische structuur hebben, als geurende verbindingen met een andere chemische structuur.
Aromaverbindingen worden gebruikt voor het maken van parfum, geurende cosmetica, luchtverfrissers, aromatiserende voedingsadditieven en andere geurende producten. Zij kunnen uit etherische olie of andere natuurlijke extracten worden geïsoleerd, we spreken dan van een isolaat. Voorbeelden hiervan zijn linalool uit rozenhoutolie of citral uit olie van Litsea cubeba.
Als het niet mogelijk of te duur is de stof door isolatie te winnen kan deze door synthese worden gemaakt. Ook zijn er aromaverbindingen die niet in de natuur voorkomen, deze moeten ook kunstmatig worden gemaakt.
De vijf grootste producenten van aromaverbindingen zijn Givaudan, International Flavors and Fragrances, Firmenich, Symrise en Takasago.
Voorbeelden van aromaverbindingen zijn:
- Anethol
- Benzaldehyde
- Benzylalcohol
- Citronellal
- Citronellol
- Cumarine vroeger: Coumarine
- Decanal
- Dihydromyrcenol
- Ethylacetaat
- Ethylbutanoaat
- Ethylvanilline
- Eugenol
- Fenylethylalcohol
- Geraniol
- Heliotropine
- cis-3-hexenol
- Indol
- Isoamylacetaat
- Jonon
- Limoneen
- Linalool
- Menthol
- Methyljonon
- Vanilline
- Veratraldehyde